# Gotthard Wilhelm Åkerfelt
Gotthard Wilhelm Åkerfelt (Åkerfeldt), född 15 december 1740 i Hackås socken, Jämtlands län, död efter 1782, troligen i Köpenhamn, var en svensk målare.

## Biografi
Gotthard Wilhelm Åkerfelt var son till majoren Zacharias Åkerfelt och Margareta Maria Scheffel samt systerson till Johan Henrik Scheffel. Av mantalshandlingar vet man att Åkerfelt var lärling vid sin morbroders ateljé 1759–1765. Han reste senare till Paris och arbetade från 1776 som gesäll hos Peder Als i Köpenhamn. Av danska konstakademiens dagbok från 1777 framgår att Åkerfelt förgäves försökte bli dansk naturaliserad medborgare i samband med att han skulle färdigställa ett av Als påbörjat porträtt av Christian VII som var avsett för hovet i Ryssland. Senare fick han även uppdraget att måla en kopia för Tronsalen på Christiansborg som betalades 14 november 1782. Efter detta datum är han helt okänd och några signerade arbeten daterade efter detta datum har inte påträffats. Till hans umgänge i Köpenhamn hörde Johan Mandelberg och miniatyrmålarna Cornelius Høyer och WA Müller.